# Diana Durães
Diana Margarida Durães (8 de Junho de 1996) é uma nadadora portuguesa, que detém o recorde nacional nos 200, 400 e 800 metros livres (entre outros).

## Carreira
Começou a praticar natação aos 6 anos, como brincadeira.
Ela disputou os eventos 200 metros estilo livre no Campeonato Mundial de desportos Aquáticos de 2017. A nível de clubes, ela representa o S. L. Benfica.
Diana Durães ficou em sétimo lugar nos 800 metros livres do Troféu Settecolli, em Roma. A nadadora percorreu esta distância em 8.37,99 minutos, não atingindo os 8.26,71 exigidos para se qualificar para Paris2024, ficando assim de fora da competição.

## Recordes Nacionais que lhe pertencem
(Atualizado em 2 de Julho de 2018)

### Piscina Longa (50 metros)
- 200   m freestyle – 2:01.48 (25 de Julho, 2017)
- 400   m freestyle – 4:09.49 (25 de Junho, 2018)
- 800   m freestyle – 8:29.33 (23 de Junho, 2018)
- 1500  m freestyle – 16:25.60 (9 de Junho, 2018)
- 4x200 m freestyle relay – 8:13.42 (23 de Junho, 2018)
- 4x100 m medley relay – 4:13.64 (25 de Junho, 2018)

### Piscina Curta (25 metros)
- 200  m freestyle – 1:58.62 (16 de Dezembro, 2017)
- 400  m freestyle – 4:04.61 (17 de Dezembro, 2017)
- 800  m freestyle – 8:23.23 (23 de Dezembro, 2018)
- 1500 m freestyle – 15:58.19 (21 de Dezembro, 2018)
- 4x50 m medley relay – 1:53.38 (8 de Dezembro, 2012)